# Pretekst Live
Pretekst Live – album koncertowy projektu muzyczno-wokalnego Czyżykiewicz & Cisło, czyli Mirosława Czyżykiewicza i Witolda Cisły, wydany 19 października 2018 nakładem wytwórni Agencji Artystycznej MTJ.
Na album złożyły się w większości piosenki, które w wykonaniu Czyżykiewicza były już wcześniej publikowane – wyjątkami są tu trzy zupełnie nowe utwory: „Ach kiedy znowu ruszą dla mnie dni”, „Znów śniłaś się mi” i „Fiński nóż”. Duet Czyżykiewicz & Cisło pracował nad nowymi, gitarowymi aranżacjami na tę płytę od wiosny 2017. W tym samym roku rozpoczęli serię koncertów „The Best of”. Płyta zawiera materiał zarejestrowany 26 i 27 maja 2018 podczas dwóch koncertów (nazwanych podwójnym koncertem) „The Best of” w restauracji Pretekst w Poznaniu. Mirosław Czyżykiewicz zagrał na klasycznej gitarze Teryksa a Witold Cisło na gitarze barytonowej. Specjalnie na to wydarzenie przygotowano bilety kolekcjonerskie, z odręcznymi autografami artystów.
5 października 2018 podczas koncertu „The Best of” w Krakowskim Teatrze Variété odbyła się premiera albumu – publiczność miała wtedy możliwość zakupu płyty, dziesięć dni przed pojawieniem się jej w sklepach. 

## Single i teledyski
15 kwietnia 2018 w serwisie YouTube miał swoją premierę teledysk do utworu „Znów śniłaś się mi”. Film został zmontowany z fotografii pochodzących z prywatnych archiwów Cisły i Czyżykiewicza.
21 września 2018, w formie downloadu, ukazał się promujący album singel „Bieg lat”.

## Lista utworów
| 01 . | „Pieśń na powitanie” sł. Iosif Brodski / przekład: Stanisław Barańczak / muzyka: Mirosław Czyżykiewicz                                            | 4:14  |
|      | |       |
| 02 . | „Giną ludzie” (utwór znany też pod tytułem „Piosenka o Bośni”) słowa: Iosif Brodski / przekład: Roman Kołakowski / muzyka: Mirosław Czyżykiewicz  | 2:46  |
|      | |       |
| 03 . | „Bieg lat” (utwór znany też pod tytułem „Gdy wiatr i deszcz”) słowa: Thomas Hardy / przekład: Stanisław Barańczak / muzyka: Mirosław Czyżykiewicz | 3:55  |
|      | |       |
| 04 . | „Kochana” słowa: Iosif Brodski / przekład: Katarzyna Krzyżewska / muzyka: Mirosław Czyżykiewicz                                                   | 2:55  |
|      | |       |
| 05 . | „A jeśli będzie tak” słowa: Jacek Bończyk / muzyka: Witold Cisło                                                                                  | 4:16  |
|      | |       |
| 06 . | „Serce jest Twoje” słowa: Leon Sęk / muzyka: Hadrian Filip Tabęcki                                                                                | 4:22  |
|      | |       |
| 07 . | „Ach kiedy znowu ruszą dla mnie dni” słowa: Edward Stachura / muzyka: Jerzy Satanowski                                                            | 4:11  |
|      | |       |
| 08 . | „Życie to nie teatr” słowa: Edward Stachura / muzyka: Jerzy Satanowski                                                                            | 3:29  |
|      | |       |
| 09 . | „Znów śniłaś się mi” słowa: Robert Kasprzycki / muzyka: Witold Cisło                                                                              | 3:17  |
|      | |       |
| 10 . | „Mama ma” słowa i muzyka: Mirosław Czyżykiewicz                                                                                                   | 1:48  |
|      | |       |
| 11 . | „Kocham” słowa i muzyka: Mirosław Czyżykiewicz | 4:52  |
|      | |       |
| 12 . | „Fiński nóż” (utwór znany też pod tytułem „Gdyby wódkę pić sam człowiek mógł”) słowa i muzyka: Władimir Wysocki / przekład: Marlena Zimna         | 3:17  |
|      | |       |
| 13 . | „Moja cygańska” słowa i muzyka: Władimir Wysocki / przekład: Marlena Zimna                                                                        | 4:33  |
|      | |       |
| 14 . | „Konie Narowiste” słowa i muzyka: Władimir Wysocki / przekład: Roman Kołakowski                                                                   | 6:04  |
|      | |       |
|      | | 53:59 |
|      | |       |
- 1 i 10: piosenki z płyty Allez! (2005)
- 2, 3 i 11: piosenki z płyty Ave (1999)
- 4: piosenka z płyty Superata: Świat widzialny (2000)
- 5 i 6: piosenki z płyty Odchodzę wracam (2015)
- 8: inne wykonanie tej piosenki przez M. Czyżykiewicza można znaleźć na albumach Biala lokomotywa i Na błękicie jest polana, wydanych razem z książką Biala lokomotywa (2011) zawierającą korespondencję Edwarda Stachury do Jerzego Satanowskiego
- 13 i 14: inne wykonanie tych piosenek przez M. Czyżykiewicza można znaleźć m.in. na albumie Konie narowiste (2007) z zapisem koncertu „Konie Narowiste – ballady i piosenki Włodzimierza Wysockiego” (2005) w reżyserii Jerzego Satanowskiego